# Río La Ligua
Río La Ligua är ett vattendrag   i Chile.   Det ligger i regionen Región de Valparaíso, i den centrala delen av landet, 140 km nordväst om huvudstaden Santiago de Chile.
Omgivningen kring Río La Ligua är i huvudsak ett öppet busklandskap och ganska glesbefolkat, med 29 invånare per kvadratkilometer.